# Angiopteris
Angiopteris  es un género de helechos perteneciente a la familia de las Marattiaceae. Comprende 210 especies descritas y de estas, solo 75 aceptadas.

## Taxonomía
El género fue descrito por Georg Franz Hoffmann y publicado en Commentationes Societatis Regiae Scientiarum Gottingensis 12(Cl. Phys.): 29. 1796. La especie tipo es Angiopteris evecta.

## Especies aceptadas
A continuación se brinda un listado de las especies del género aceptadas hasta julio de 2015, ordenadas alfabéticamente. Para cada una se indica el nombre binomial seguido del autor, abreviado según las convenciones y usos.	
- Angiopteris acutidentata
- Angiopteris annamensis
- Angiopteris bipinnata
- Angiopteris brooksii
- Angiopteris cadierei
- Angiopteris caudatiformis
- Angiopteris caudipinna
- Angiopteris chauliodonta
- Angiopteris chingii
- Angiopteris cochinchinensis
- Angiopteris confertinervia
- Angiopteris crinita
- Angiopteris danaeoides
- Angiopteris dianyuecola
- Angiopteris elliptica
- Angiopteris esculenta
- Angiopteris evecta
- Angiopteris ferox
- Angiopteris fokiensis
- Angiopteris hainanensis
- Angiopteris helferiana
- Angiopteris hokouensis
- Angiopteris holttumii
- Angiopteris inconstanti
- Angiopteris indica
- Angiopteris itoi
- Angiopteris javanica
- Angiopteris latipinna
- Angiopteris lygodiifolia
- Angiopteris madagascariensis
- Angiopteris marchionica
- Angiopteris microura
- Angiopteris oblanceolata
- Angiopteris opaca
- Angiopteris palmiformis
- Angiopteris paucinervis
- Angiopteris pruinosa
- Angiopteris rapensis
- Angiopteris remota
- Angiopteris smithii
- Angiopteris somae
- Angiopteris sparsisora
- Angiopteris subcuspidata
- Angiopteris subrotundata
- Angiopteris tonkinensis
- Angiopteris undulatostriata
- Angiopteris wallichiana
- Angiopteris wangii
- Angiopteris versteegii
- Angiopteris winkleri
- Angiopteris yunnanensis